# ベリア (新聞)
ベリア(バスク語: Berria)は、スペイン・バスク自治州・ギプスコア県に本社を置く日刊紙（一般紙）。紙名は「ニュース」の意味。完全にバスク語のみで紙面が構成されている唯一の日刊紙である。バスク自治州のみならず、ナバーラ州やフランス領バスクも含めたバスク地方全域で購読することができる。

## 歴史
それまでもスペイン語とバスク語の二言語で発行される新聞は存在したが、1990年にはバスク語のみで紙面を構成する初の日刊紙としてエグンカリア(Egunkaria)が創刊された。エグンカリアはスペイン・バスクとフランス領バスクのそれぞれで購読することができたが、2003年2月20日、全国高等裁判所判事のフアン・デル・オルモの命を受けた治安警備隊がエグンカリアの本社に踏み込み、資料やパソコンなどを押収し、編集部門の10人を逮捕した。エグンカリアはバスク祖国と自由(ETA)との関与が指摘され、スペイン政府によって発行を禁じられたが、多くの人々はスペイン政府によるバスク語の言論の自由への攻撃だと解釈した。7年後の2010年4月、エグンカリアの編集部門は証拠不十分によって無罪を宣告された。
エグンカリアの家宅捜索後、後継の新聞社としてバスク自治州・ギプスコア県・アンドアインにベリアが設立され、2003年6月21日に第1号が発行された。拠点はアラバ県・ビトリア＝ガステイス、ナバーラ州・パンプローナ、ビスカヤ県・ビルバオ、フランス領バスク・ラブール・バイヨンヌにも存在する。ベリアは週6日発行され、月曜日が休刊日である。
バスク語とスペイン語による新聞
1977年エギン創刊、1998年エギン発行禁止処分、1998年ガラ創刊
バスク語のみによる新聞
1990年エグンカリア創刊、2003年エグンカリア発行禁止処分、2003年ベリア創刊